# Bogidiella albertimagni
Bogidiella albertimagni is een vlokreeftensoort uit de familie van de Bogidiellidae. De wetenschappelijke naam van de soort is voor het eerst geldig gepubliceerd in 1933 door Hertzog.